# طرماش
طرماش كان جنرالًا خزريا، شارك في الحروب الإسلامية الخزرية في سبعينيات وثمانينيات القرن السابع الميلادي. أرسله برسبيت لغزو أرمينيا عام 730.